# Dratev

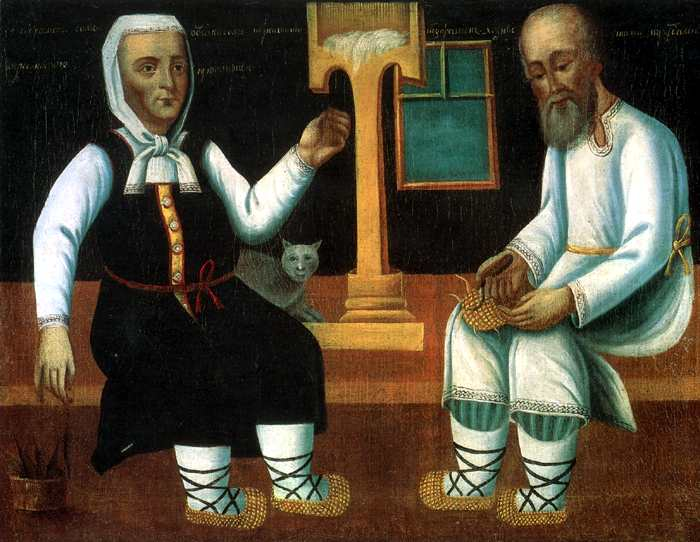
Výroba dratve

Dratev je druh nitě, využívaný zejména v obuvnictví. Vyrábí se splétáním několika vláken, nejčastěji konopných nebo lněných, které se zkroutí a promažou ševcovskou smolou. Výsledný výrobek je velmi pevný, moderní dratve se testují i na 150 kg.